# Stepan Fiodorovitch Lvov
Pour les autres membres de la famille, voir Famille Lvov.
Prince Stepan Fiodorovitch Lvov (en russe : Князь Степан Фёдорович Львов, mort en 1688) est un homme d'État russe. Intendant, courtisan, voivode (voïvoda).

## Famille
Fils du prince Fiodor Dmitrievitch Lvov et frère du prince et intendant Nikita Fiodorovitch Lvov.

### Descendance
- Iakov Stepanovitch Lvov : (†1692). Intendant de 1676 à 1682.
- Matveï Fiodorovitch Lvov : Intendant[1].

## Biographie

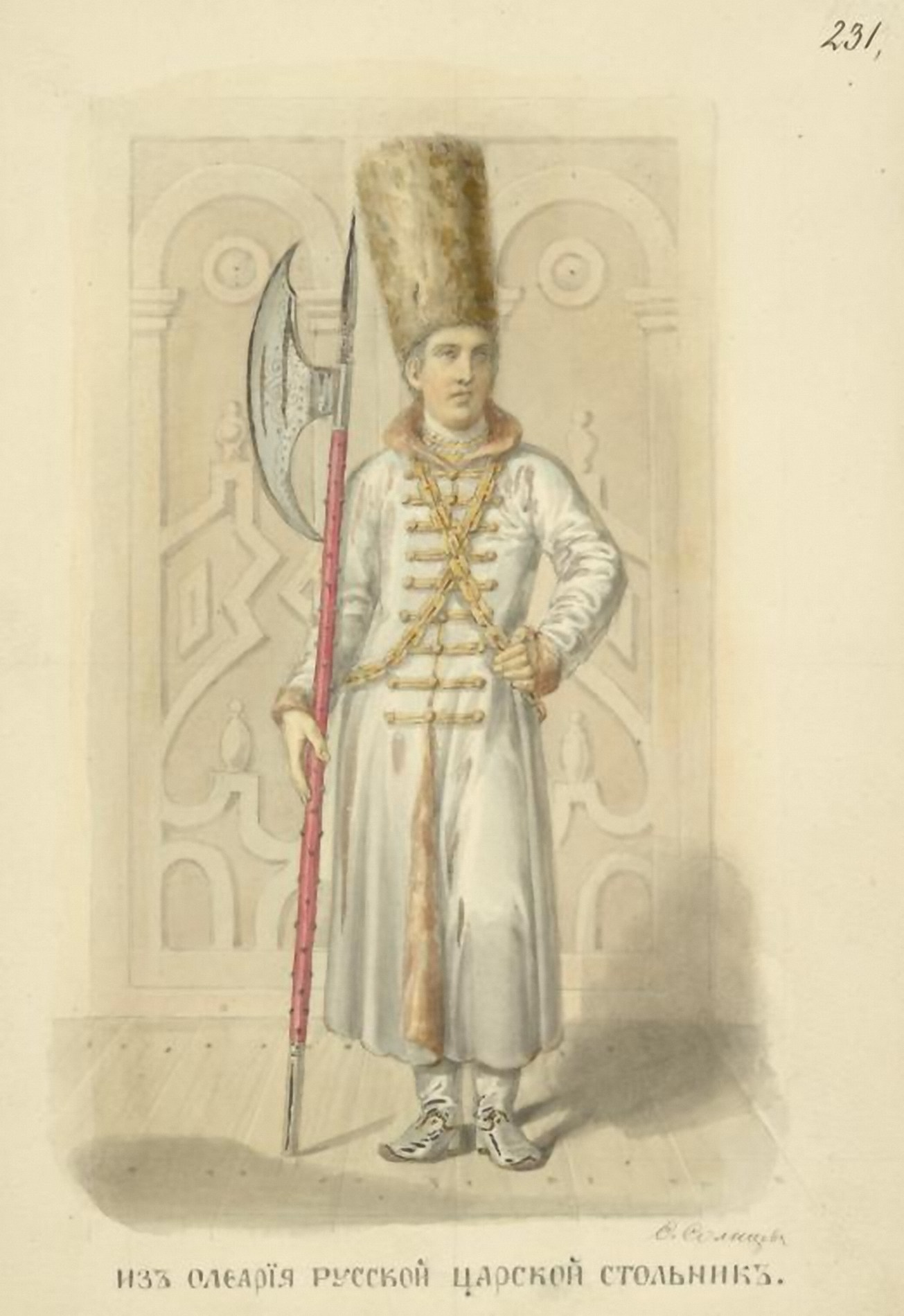
Intendant ou stolnik tsariste basé sur la publication du livre d'Olearius Vêtements russes. 1869.

Le prince Stepan Fiodorovitch Lvov eut pour ascendant le comte Fiodor Rostislavitch Noir † 1300) lui-même descendant des Riouriks.
Le nom du prince Stepan Fiodorovitch apparait en 1646, lors de son accession au titre d'intendant (stolnik / стольник), il séjourna à la cour d'Alexis Ier de Russie. Au cours du règne de ce souverain russe, il accompagna ce tsar dans ses déplacements à des lieux de dévotion. En juin 1669, en la cathédrale de l'Archange-Saint-Michel de Moscou, Stepan Fiodorovitch veilla sur la tombe du prince Semion Alexeïevitch de Russie (1665-1669), l'un des fils du tsar Alexis et de son épouse, Maria Ilinitchna Miloslavskaïa.
De 1675 à 1676, le prince Lvov occupa le poste de voïevode (Voevoda / воевода) de Nijni Novgorod.
Sous le règne de Fiodor III de Russie, Stepan Fiodorovitch fut élevé à la dignité de courtisan (okolnitchi / окольничий). En 1682, il signa l'oukaze (oukaz / Указ) conciliaire relatif à l'abolition du Localisme (répartition des positions des nobles russes dans la hiérarchie au cours des XVe et XVIe siècles. Le Localisme fut dissous lors du zemski sobor de 1682)
Entre 1683 et 1685, le prince Lvov prit part aux processions en la cathédrale de la Dormition de Moscou et dans plusieurs monastères. Il accompagna également le tsar Pierre Ier de Russie dans ses déplacements dévots dans la région de Moscou.

## Sources
- Dictionnaire biographique russe. Alexandre Alexandrovitch Polotsov. (1896-1918).